# Freaky Deaky
Pour plus de détails, voir Fiche technique et Distribution.
Freaky Deaky est une comédie policière américaine produite, écrite et réalisée par Charles Matthau,  sortie en 2013.

## Fiche technique
- Titre original : Freaky Deaky
- Titre français :
- Titre québécois :
- Réalisation : Charles Matthau
- Scénario : Charles Matthau d'après Freaky Deaky d'Elmore Leonard
- Direction artistique : Tom Southwell
- Décors :
- Costumes : Ingrid Ferrin
- Montage : William Steinkamp
- Musique : Joseph LoDuca
- Photographie : John J. Connor
- Son :
- Production : Charles Matthau
- Sociétés de production : Final Cut Productions et The Matthau Company
- Sociétés de distribution :  Entertainment One
- Pays d'origine :  États-Unis
- Budget :
- Langue : Anglais
- Durée :
- Format : Couleurs - 35 mm - 2.35:1 -  Son Dolby numérique
- Genre : Comédie policière
- Date de sortie
  - États-Unis : 22 avril 2012 (Festival du film de TriBeCa)

## Distribution
- Christian Slater : Skip Gibbs
- Crispin Glover : Woody Ricks
- Billy Burke : Chris Mankowski
- Michael Jai White : Donnell Lewis
- Roger Bart : Gerry
- Bill Duke : Wendell
- Andy Dick	: Mark Ricks
- Gloria Hendry : Maureen Downey